# Cliff Carlisle
Cliff Carlisle fue un guitarrista y cantante estadounidense de hillbilly y country blues, nacido en 1904 y fallecido en 1983.
Acompañó durante varios años al gran Jimmie Rodgers, quien le influyó profundamente en su forma de cantar. Sin embargo, Carlisle es conocido, sobre todo, por su estilo de guitarra, que tocaba usualmente con slide y tumbada sobre las rodillas, en un estilo típicamente hawaiano. Compuso cerca de 500 canciones, de las que llegó a grabar más de la mitad, la mayoría de ellos blues, recopilados por Arhoolie Records.